# 銀の十字架とドラキュリア
『銀の十字架とドラキュリア』（ぎんのクロスとドラキュリア）は十月ユウの日本のライトノベル。イラストは八坂ミナトが担当。富士見ファンタジア文庫（富士見書房）より2012年7月から2013年11月まで刊行された。

## 登場人物
紅城 緋水（くじょう ひすい）
高校に入学したばかりの華奢な美少年。「特異体質」で吸血鬼に血を吸われても同族化せず魔眼による支配も効かない。育ての親だった吸血鬼に与えられた体質らしい。
ルシュラ＝ダーム・ドラキュリア
記憶喪失の吸血鬼の少女。吸血鬼の中でも頂点といえる「真祖」に属するだけあって尊大に振る舞うが、少女らしさも垣間見える。
世羅 玲奈（せら れいな）
緋水たちのクラスメイトの学級委員の少女。
巣道 芽依（すどう めい）
人造人間フランケンシュタインの怪物の末裔の少女。見かけは色っぽい女子高生。
狩夜 えるる（かりや）
退魔師の少女。警視庁捜魔課の特別顧問を務める。12、3歳に見えるが緋水と同い年。
羽乃 希璃華（うの きりか）
魔女の家系の少女。生徒会副会長。
大神 蘭月（おおがみ らんげつ）
えるると違い、正式な捜魔課の女性警察官。
不破 透子（ふわ とうこ）
幽霊の少女。緋水に取り付くがなかなか気づかれなかった。
ミラルカ
緋水の育ての親の女性吸血鬼。

## 既刊一覧
- 十月ユウ（著）・八坂ミナト（イラスト） 『銀の十字架とドラキュリア』 富士見書房〈富士見ファンタジア文庫〉、全5巻
  1. 2012年7月20日発売[1]、ISBN 978-4-8291-3785-7
  2. 2012年11月20日発売[2]、ISBN 978-4-8291-3824-3
  3. 2013年3月19日発売[3]、ISBN 978-4-8291-3872-4
  4. 2013年7月20日発売[4]、ISBN 978-4-8291-3916-5
  5. 2013年11月20日発売[5]、ISBN 978-4-04-712955-9